# Amos Burke
Amos Burke (Originaltitel: Burke’s Law und Amos Burke Secret Agent) ist eine US-amerikanische Fernsehserie. Sie wurde zwischen 1963 und 1966 von Aaron Spelling für Four Star Television und Barbety für ABC produziert und von 20th Television vertrieben. In Deutschland wurden nur 12 der insgesamt 81 Folgen der Serie ausgestrahlt.

## Handlung
Amos Burke ist Millionär und leitet die Mordkommission beim Los Angeles Police Department.
Standesgemäß ermittelt er oft in Fällen, die in der High Society von Beverly Hills spielen. Unterstützt wird er dabei von dem erfahrenen Polizisten Lester Hart, von dem jungen Polizisten Tim Tilson sowie von Sergeant Ames. Ihm zur Verfügung steht ein Rolls-Royce Silver Cloud, der von seinem Chauffeur Henry gefahren wird, der sich auch um die Villa kümmert.
Mit der dritten Staffel der Serie verlässt Burke die Polizei und widmet sich fortan internationalen Fällen – nun als Geheimagent Amos Burke.

## Hintergrund
Die Figur Amos Burke wurde erstmals 1961 von Dick Powell in der Folge Julie Greer kann nichts mehr sagen der Fernsehreihe Heute Abend Dick Powell verkörpert. In Amos Burke, deren abgeschlossene Folgen dem Whodunit-Prinzip folgten, hatten viele namhafte Schauspieler ihrer Zeit Gastauftritte. Die 30 Folgen umfassende Serienauskopplung Privatdetektivin Honey West (engl. Honey West), mit Anne Francis in der Hauptrolle, hatte in dieser Serie ihren Ursprung.
1994 kam es zu einer Neuauflage von Amos Burke unter dem Titel Burkes Gesetz bei CBS, die nur eine Staffel überdauerte und dem ursprünglichen Konzept der Serie folgte.

## Besetzung und Synchronisation
| Rollenname                     | Schauspieler     | Synchronsprecher   |
| ------------------------------ | ---------------- | ------------------ |
| Captain Amos Burke             | Gene Barry       | Claus Biederstaedt |
| Detective Tim Tilson           | Gary Conway      |                    |
| Detective Sergeant Les Hart    | Regis Toomey     |                    |
| Chauffeur Henry                | Leon Lontoc      |                    |
| Sergeant Ames                  | Eileen O’Neill   |                    |
| Coroner George McCleod/McCloud | Michael Fox      |                    |
| „The Man“                      | Carl Benton Reid |                    |

## Ausstrahlung und Episoden
Zwischen dem 20. September 1963 und 12. Januar 1966 wurde Amos Burke auf dem US-amerikanischen Fernsehsender ABC ausgestrahlt; die dritte Staffel wurde aufgrund rückläufiger Sehbeteiligung mit neuem Konzept und unter dem neuen Titel Amos Burke Secret Agent ausgestrahlt, aber nach nur 17 Folgen abgesetzt.
| Staffel | Folgen | Erstausstrahlung (DE)             | Erstausstrahlung (USA)               |
| ------- | ------ | --------------------------------- | ------------------------------------ |
| 1       | 32     | 23. April 1965 – 18. Februar 1966 | 20. September 1963 – 8. Mai 1964     |
| 2       | 32     | 18. März 1966 – 24. Juni 1966     | 16. September 1964 – 5. Mai 1965     |
| 3       | 17     | unausgestrahlt                    | 15. September 1965 – 12. Januar 1966 |

In Deutschland wurden 12 der insgesamt 81 Folgen der Fernsehserie zwischen dem 23. April 1965 und dem 24. Juni 1966 monatlich in der  ARD ausgestrahlt; Wiederholungen erfolgten keine.
| Folge | Deutscher Titel                    | Originaltitel (en)                       | Erstausstrahlung (DE) | Erstausstrahlung (USA) |
| ----- | ---------------------------------- | ---------------------------------------- | --------------------- | ---------------------- |
| 1.09  | Wer hat Wade Walker umgebracht?    | Who Killed Wade Walker?                  | 23. April 1965        | 15. November 1963      |
| 1.05  | Wer hat Julian Buck umgebracht?    | Who Killed Julian Buck?                  | 21. Mai 1965          | 18. Oktober 1963       |
| 1.06  | Wer hat Alex Debbs umgebracht?     | Who Killed Alex Debbs                    | 18. Juni 1965         | 25. Oktober 1963       |
| 1.04  | Wer hat Harris Crown umgebracht?   | Who Killed Harris Crown?                 | 16. Juli 1965         | 11. Oktober 1963       |
| 1.01  | Wer hat Holly Howard umgebracht?   | Who Killed Holly Howard?                 | 20. August 1965       | 20. September 1963     |
| 1.10  | Wer hat Eric Techman umgebracht?   | Who Killed The Kind Doctor?              | 17. September 1965    | 29. November 1963      |
| 1.28  | Wer hat Annie Foran umgebracht?    | Who Killed Annie Foran?                  | 15. Oktober 1965      | 10. April 1964         |
| 1.29  | Wer hat Diana Mercer umgebracht?   | Who Killed My Girl?                      | 19. November 1965     | 17. April 1964         |
| 1.19  | Wer hat April Adams umgebracht?    | Who Killed April?                        | 18. Februar 1966      | 31. Januar 1964        |
| 2.09  | Wer hat Andrew Selby umgebracht?   | Who Killed The Richest Man In The World? | 18. März 1966         | 11. November 1964      |
| 2.22  | Wer hat Clayton Steele umgebracht? | Who Killed The Man On The White Horse?   | 22. April 1966        | 17. Februar 1965       |
| 2.26  | Wer hat Sergeant Robin umgebracht? | Who Killed Cop Robin?                    | 24. Juni 1966         | 24. März 1965          |

VCI Entertainment veröffentlichte die erste Staffel der Serie im Jahr 2008 unter dem Titel Burke’s Law: Season 1 auf DVD. 16 Folgen der ersten Staffel wurde am 29. April 2008 veröffentlicht (Volume 1), weitere 16 Folgen am 18. November 2008 (Volume 2). Die komplette Staffel mit allen Folgen wurde am 5. April 2016 erneut durch VCI verlegt; weitere Staffeln wurden nicht veröffentlicht, noch liegt eine deutsche Synchronisation vor.

## Auszeichnungen und Nominierungen
Amos Burke war mehrfach für den Golden Globe nominiert.
Golden Globes
- 1964: Nominierung in der Kategorie „Best TV Star – Female“ für Carolyn Jones
- 1964: Nominierung in der Kategorie „Best TV Star – Female“ für Gloria Swanson
- 1965: Auszeichnung in der Kategorie „Best TV Star – Male“ für Gene Barry